# Blida Airport
Blida Airport är en flygplats i Algeriet.   Den ligger i provinsen Blida, i den norra delen av landet, 30 km sydväst om huvudstaden Alger. Blida Airport ligger 161 meter över havet.
Terrängen runt Blida Airport är varierad.Runt Blida Airport är det tätbefolkat, med 511 invånare per kvadratkilometer. Närmaste större samhälle är Blida, 3,9 km söder om Blida Airport. Runt Blida Airport är det i huvudsak tätbebyggt.